# Divizia A 1924-25
A temporada 1924-25 é a 13ª edição da Divizia A que começou em 1924 e terminou em 1925. O Chinezul Timişoara foi o campeão vencendo na final o UCAS Petroşani, conquistando pela 4ª vez o título nacional.

## Equipes Participantes
| Região    | Equipe                |
| --------- | --------------------- |
| Arad      | UCAS Petroşani        |
| Bucareste | Venus Bucureşti       |
| Braşov    | Braşovia Braşov       |
| Cernăuţi  | Jahn Cernăuţi         |
| Chişinău  | Fulgerul CFR Chişinău |
| Cluj      | U Cluj                |
| Craiova   | Oltul Slatina         |
| Oradea    | CAO Oradea            |
| Timişoara | Chinezul Timişoara    |

## Fase final

### Partida preliminar
| Time 1        | Res. | Time 2                |
| ------------- | ---- | --------------------- |
| Oltul Slatina | 0-2  | Fulgerul CFR Chişinău |
| Jahn Cernăuţi | w/o  | Şoimii Sibiu          |

- A equipe do Şoimii Sibiu foi eliminado por W.O. por não ter comparecido a partida.

### Quartas-de-finais
| Time 1             | Res. | Time 2             |
| ------------------ | ---- | ------------------ |
| Venus Bucureşti    | 0–3  | Chinezul Timişoara |
| Universitatea Cluj | 0–2  | UCAS Petroşani     |
| Jahn Cernăuţi      | 4–0  | Oltul Slatina      |
| Braşovia Braşov    | 2–1  | CAO Oradea         |

### Semi-finais
| Time 1             | Res. | Time 2          |
| ------------------ | ---- | --------------- |
| Chinezul Timişoara | 3–0  | Braşovia Braşov |
| UCAS Petroşani     | 3–1  | Jahn Cernăuţi   |

### Final
| Time 1             | Res. | Time 2         |
| ------------------ | ---- | -------------- |
| Chinezul Timişoara | 5–1  | UCAS Petroşani |

## Campeão
| Divizia A 1924-25              |
| ------------------------------ |
| Chinezul Timişoara (4º título) |